# Хиль, Оскар (1998)
О́скар Хиль Рега́ньо (исп. Óscar Gil Regaño; род. 26 апреля 1998, Эльче) — испанский футболист, защитник клуба «Ауд-Хеверле Лёвен». Серебряный призёр Олимпийских игр 2020 года в Токио.

## Клубная карьера
Хиль — воспитанник клуба «Эльче» из своего родного города. 16 октября 2018 года в поединке Кубка Испании против «Кордовы» Оскар дебютировал за основной состав. 24 августа 2018 года в матче против «Алькоркона» он дебютировал в Сегунде. 8 марта 2020 года в поединке против «Райо Вальекано» Оскар забил свой первый гол за «Эльче».
Летом 2020 года Хиль подписал контракт на 4 года с клубом «Эспаньол». 27 сентября в матче против «Овьеда» он дебютировал за новую команду. 29 ноября в поединке против «Сарагосы» Оскар забил свой первый гол за «Эспаньол».

## Международная карьера
В 2021 году в составе молодёжной сборной Испании Хиль принял участие в молодёжном чемпионате Европы 2021 в Венгрии и Словении. На турнире он сыграл в матче против команды Португалии.
8 июня 2021 года в товарищеском матче против сборной Литвы Хиль дебютировал за сборную Испании.